# Kostel svatého Mikuláše (Louny)
Kostel svatého Mikuláše je římskokatolický farní kostel v Lounech. Jedná se o jedno z vrcholných děl české pozdní gotiky. Je chráněn jako kulturní památka. Národní kulturní památkou pak byl vyhlášen roku 1995.

## Historie

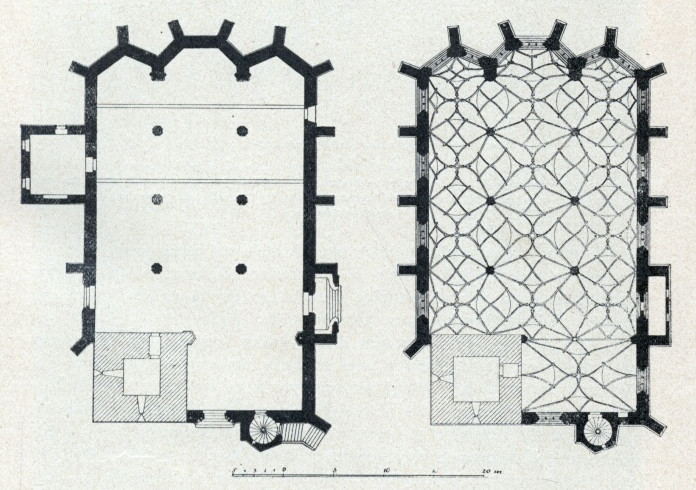
Půdorys (vlevo) a klenba kostela

Byl postaven po požáru 25. března 1517 na místě původního kostela Povýšení svatého Kříže z poloviny 13. století hutí královského architekta Benedikta Rejta. Chrám byl dokončen roku 1538. Chrám je trojlodní, s krouženou klenbou, vnějším opěrným systémem a jehlancovou střechou.
Interiéru dominují tři mohutné dřevěné oltáře. Ty vyřezal v letech 1701–1706 sochař Jeroným Kohl se svým žákem Františkem Preissem. Autorem konstrukce byl Marek Nonnenmacher a obrazy namaloval Jan Jiří Schummer. Na konci 19. století byl kostel opraven pod vedením Josefa Mockera a počátkem 20. stol. Kamila Hilberta. U hlavního oltáře se v té době uvažovalo o jeho barevném nátěru, nakonec ale zůstal v původní podobě. Hlavní oltář Narození Páně uprostřed je ve stylu konzervativnějšího baroka, dva postranní patří mezi vůbec první akantové oltáře. Všechny tři jsou prací truhláře Marka Nonnenmachera. Řezba je vyvedena do impozantních detailů, obsahuje mnoho světců a biblických postav, andělů a barokního dekoru.
Dvě z vysokých gotických vitráží s náboženskými motivy byly darovány místními občany z počátku 20. století, ostatní vitráže mají decentní, nefigurativní výplň.

## Věž
Věž chrámu je 60 m vysoká, stavebním materiálem je pískovec. Počet schodů ve schodišťové vížce a uvnitř věže je dohromady asi 180. Ve věži je klenotnice (nepřístupná), kde bývaly umístěny významné městské listiny. Nad touto místností je veřejnosti přístupná část věže, kde visí pět zvonů. Na úrovni ochozu je byt hlásného, kde je možné si prohlédnout část starého kašírovaného betlému.

## Duchovní správcové
Duchovními správci byli například:
- 1807–1859 Antonín Pankrác (1782–1859, oblíbená osobnost náboženského i společenského života města, čestné měšťanství v Lounech – titul slavnostně udělen 25. dubna 1841)[3]
- 1978–1990 Milan Bezděk
- od 1992 Werner Horák

## Navštěvnost
| Rok  | Počet návštěvníků |
| ---- | ----------------- |
| 2015 | 5 357             |
| 2016 | 5 071             |
| 2017 | 4 559             |

## Galerie

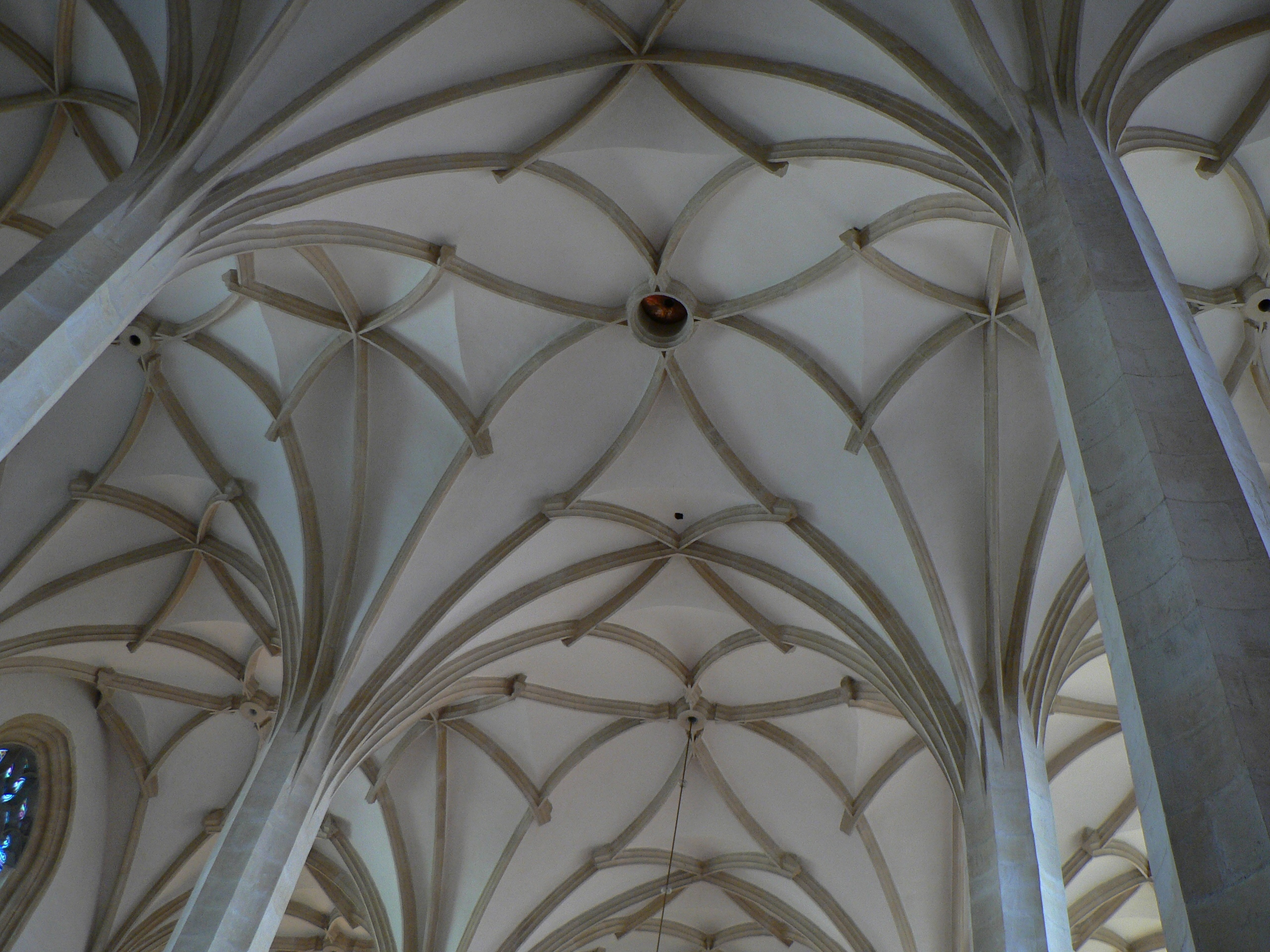
Klenba kostela
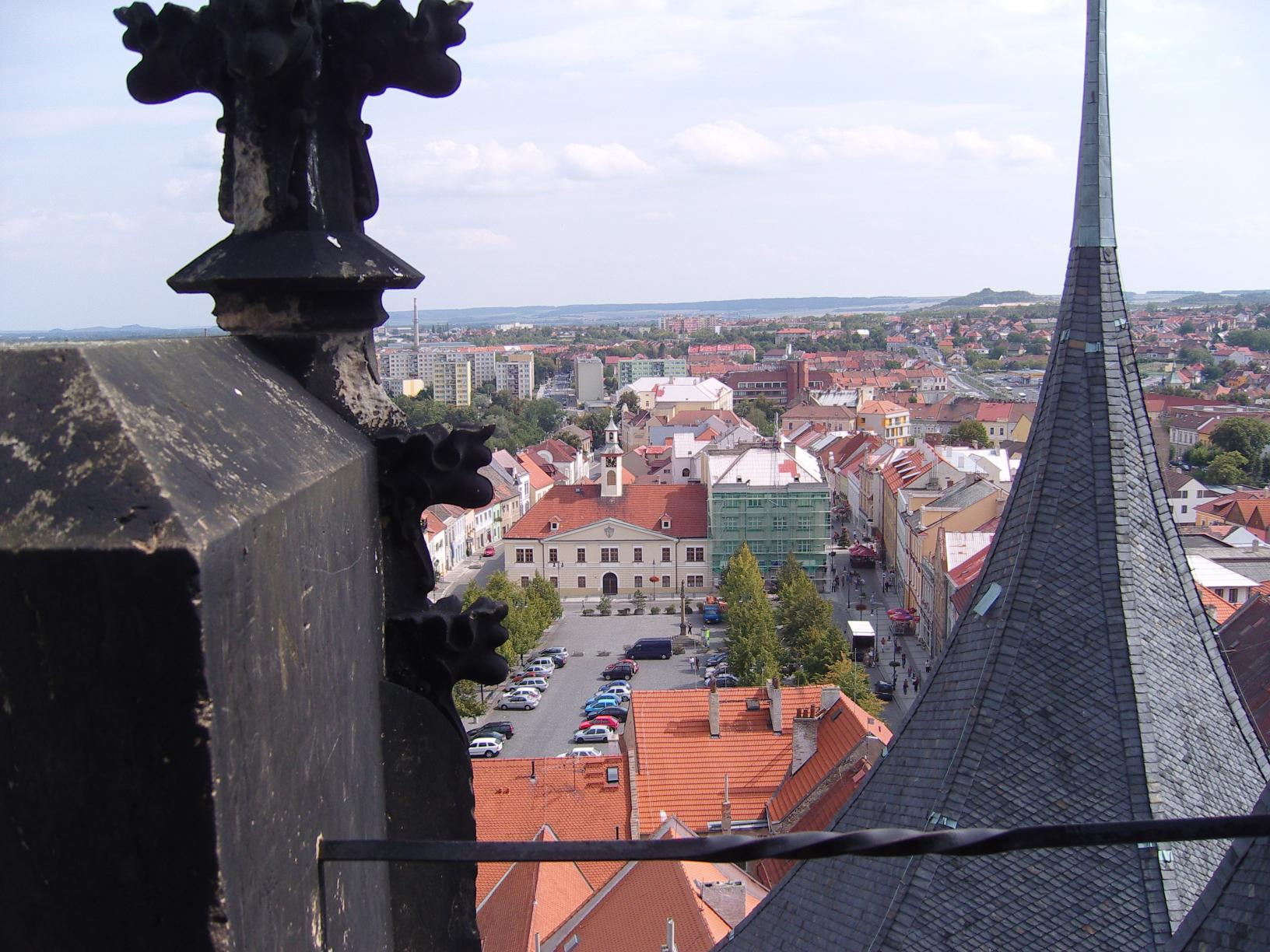
Pohled na Louny z ochozu věže
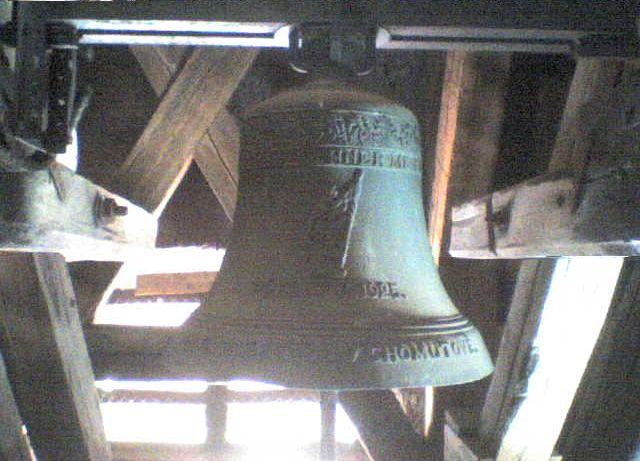
Jeden ze zvonů uvnitř věže
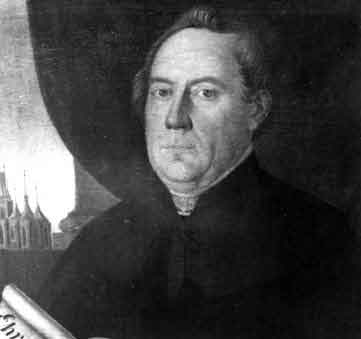
Lounský děkan a první čestný občan města Antonín Pankrác v pozadí s kostelem svatého Mikuláše